# قهرمانی وزنه‌برداری جهان ۱۹۰۷
قهرمانی وزنه‌برداری جهان ۱۹۰۷ دهمین دوره از رقابت‌های قهرمانی جهان می‌باشد که ۱۹ مه ۱۹۰۷ در فرانکفورت، آلمان برگزار گردید. در این دوره ۲۳ ورزشکار مرد از ۳ کشور رقابت کردند.

## خلاصه مدال‌ها
| رویداد          | طلا                        | نقره                       | برنز                     |
| سبک‌وزن ۷۰ ک‌گ    | Johannes Zebrowsky · آلمان | Virgile Guerraz · سوئیس    | Heinrich Glenzer · آلمان |
| میان‌وزن ۸۰ ک‌گ   | Andreas Lutz · آلمان       | Johann Formberger · آلمان  | Hans Abraham · آلمان     |
| سنگین‌وزن ۸۰+ ک‌گ | Heinrich Rondi · آلمان     | هاینریش اشنایدرایت · آلمان | Georg Schleidt · آلمان   |

## جدول مدال‌ها
| رتبه           | کشور           | طلا | نقره | برنز | مجموع |
| -------------- | -------------- | --- | ---- | ---- | ----- |
| ۱              | آلمان          | ۳   | ۲    | ۳    | ۸     |
| ۲              | سوئیس          | ۰   | ۱    | ۰    | ۱     |
| مجموع (۲ کشور) | مجموع (۲ کشور) | ۳   | ۳    | ۳    | ۹     |